# Higher Ground (musikalbum)
Higher Ground är ett musikalbum av Nilla Nielsen, utgivet den 4 juni 2010 på Gecko Music. Albumet producerades av Nilla Nielsen, som även skrivit alla låtar.
Genom sitt miljö- och samhällsengagemang har Nilla Nielsen medverkat i många sammanhang. "Hymn for Orangutan"  är tillägnad Lone Nielsens arbete för att rädda de sista orangutangerna och regnskogen på Borneo.
I allegorin “The UFO Song (the Guinea Pig Song)” och “Hymn For Orangutan (Lullaby For the Wounded)” kommer Nillas starka engagemang för en bättre värld och hennes vilja att ge utsatta en röst till uttryck.
I “Then You Said I Made You Feel Unfaithful” får vi höra ett nytt sound från Nilla liksom i intensiva singelspåret “Salt”, med ett suggestivt vemod i Kents anda. 
Liksom tidigare skivor har Higher ground fått bra kritik - även i utländsk media. En tysk radiostation utsåg skivan till "veckans skiva" och ägnade stor del av veckan åt Higher ground. 

## Låtlista
1. Then You Said I Made You Feel Unfaithful - (Nilla Nielsen)
2. Salt - (Nilla Nielsen)
3. Head Over Heels - (Nilla Nielsen)
4. Higher Ground - (Nilla Nielsen)
5. The UFO Song (the Guinea Pig Song) - (Nilla Nielsen)
6. Man from the North - (Nilla Nielsen)
7. My Universe - (Nilla Nielsen)
8. Good Feeling - (Nilla Nielsen)
9. Snow Leopard - (Nilla Nielsen)
10. Guard Down - (Nilla Nielsen)
11. Hymn for Orangutan (Lullaby for the Wounded) - (Nilla Nielsen)
12. I Don’t Know How to Fall in Love Anymore - (Nilla Nielsen)

## Singlar
- Man from the North, 2010
- Salt, 2010

## Band
- Nilla Nielsen - Sång, gitarr, slagverk, klaviatur, dragspel & programmering
- Sebastian Printz - Trummor (4)
- Martin Erlandsson - Piano (4)
- Niklas Ekelund - Gitarr (11)

## Musikvideor
- Hymn for Orangutan (Lullaby for the Wounded, 2008
- Higher Ground, 2009
- Salt, 2010
- Head Over Heels, 2010
- Then You Said I Made You Feel Unfaithful, 2011

## Fotnoter
1. ↑  ”Tysk recension av Higher ground” Arkiverad 7 juli 2011 hämtat från the Wayback Machine., inMusic januari 2011
2. ↑  ”Recension av Higher ground” Arkiverad 17 augusti 2011 hämtat från the Wayback Machine., Some things are classic, some things are just old 29/7 2010
3. ↑  ”Recension av Higher ground”, Magnifik Musik, 11/8 2010
4. ↑  ”Artikel om Higher ground” Arkiverad 28 juli 2011 hämtat från the Wayback Machine., Djurens Rätt, 2010
5. ↑  ”Intervju om Higher ground”, Joyzine, 27/8 2010
6. ↑  ”Recension av Higher ground” Arkiverad 4 maj 2012 hämtat från the Wayback Machine., Bjurman / From a friend, 11/4 2011